# Beep Media Player
Beep Media Player (BMP) — вільний аудіоплеєр для POSIX-сумісних операційних систем (Linux, FreeBSD, Mac OS X, Solaris) із простим та зручним дизайном, подібним до XMMS чи Winamp.

## Історія
На одному з етапів розвитку плеєра XMMS стало зрозумілим, що  графічна бібліотека  GTK1, яку він використовує, стала безнадійно застарілою. Тоді частина розробників зробила форк плеєра із застосуванням бібліотеки  GTK2. Це дозволило досягти кращої сумісності з новішими графічними середовищами Gnome та Xfce. Новий проєкт виявився недовговічним і останній стабільний реліз версії 0.9.7.1 вийшов 22 жовтня 2005 року. Спадкоємцями BMP стали його форки BMPx і Audacious.

## Зв'язок BMP із XMMS
Beep Media Player успадкував від XMMS більшу частину особливостей та залишився частково сумісним з ним. BMP має повну підтримку скінів XMMS та Winamp'а. Також BMP підтримує більшу частину аудіоформатів, доступних у XMMS. Але він не може прямо імпортувати плагіни XMMS через різницю у версіях GTK.

## Можливості
Beep Media Player має простий дизайн, запозичений у плеєрів XMMS та Winamp. Повністю підтримуються скіни Winamp. BMP має власні  кодеки для програвання практично всіх поширених аудіоформатів. Відсутні кодеки можна встановити як плагін. Підтримуються плейлисти, потокове аудіо з Інтернету, візуалізація, звукові ефекти. Значна частина додаткових можливостей підключається як плагіни.
1. 1 2  https://sourceforge.net/projects/beepmp/